# 趙淑媛 (呂光)
赵淑媛（?—?），名不详，後凉灵皇帝吕纂的母亲，丈夫是开国君主吕光，她的封号是淑媛。399年，吕光病重，立太子吕绍为天王，以吕纂为太尉。吕光去世後，吕纂杀死吕绍，自称天王，尊赵淑媛为太后。